# عربی یهودی-عراقی
عربی یهودی-عراقی (عربی: عربیة یهودیة عراقیة) یکی از گویش‌های زبان عربی است که یهودیان عراق که امروزه یا در گذشته در عراق زندگی می‌کردند، بدان سخن می‌گویند. بین ۱۰۰٬۰۰۰ تا ۱۲۰٬۰۰۰ نفر در اسرائیل (۱۹۹۴) و ۱۰۰ تا ۱۵۰ نفر در عراق (۱۹۹۲) بدین گویش سخن می‌گویند. عربی یهودی بغداد شناخته‌شده‌ترین گونهٔ این گویش است، گرچه گویش‌های متفاوتی در موصل و سایر مناطق وجود داشت.
امروزه بیشتر یهودیان عراق به اسرائیل مهاجرت کردند و به جای این گویش از زبان عبری استفاده می‌کنند.